# Susana Rodríguez Gacio
Susana Rodríguez Gacio (n. 4 martie 1988, Vigo, Galicia, Spania) este o sportivă ce a reprezentat Spania. A participat la competiții asociate Jocurilor Olimpice în care a câștigat o medalie de aur.